# Opoki (gromada)
Opoki – dawna gromada, czyli najmniejsza jednostka podziału terytorialnego Polskiej Rzeczypospolitej Ludowej w latach 1954–1972.
Gromady, z gromadzkimi radami narodowymi (GRN) jako organami władzy najniższego stopnia na wsi, funkcjonowały od reformy reorganizującej administrację wiejską przeprowadzonej jesienią 1954 do momentu ich zniesienia z dniem 1 stycznia 1973, tym samym wypierając organizację gminną w latach 1954–1972.
Gromadę Opoki z siedzibą GRN w Opokach utworzono – jako jedną z 8759 gromad na obszarze Polski – w powiecie inowrocławskim w woj. bydgoskim, na mocy uchwały nr 24/7 WRN w Bydgoszczy z dnia 5 października 1954. W skład jednostki weszły obszary dotychczasowych gromad Opoczki, Opoki, Wilkostwo i Zduny ze zniesionej gminy Dąbrowa Biskupia w powiecie inowrocławskim oraz obszar dotychczasowej gromady Grabie ze zniesionej gminy Popioły w powiecie toruńskim w tymże województwie. Dla gromady ustalono 23 członków gromadzkiej rady narodowej.
1 stycznia 1956 gromadę włączono do powiatu aleksandrowskiego w tymże województwie.
1 stycznia 1972 gromadę Opoki połączono z gromadami Ośno i Służewo, tworząc z ich obszarów gromadę Służewo z siedzibą Gromadzkiej Rady Narodowej w Służewie w tymże powiecie (de facto gromadę Opoki zniesiono, włączając jej obszar do gromady Służewo).